# بهرام الثاني
إمبراطور فارس 273 - 276 . من آل ساسان .خلف والده بهرام الأول.

## معرض صور

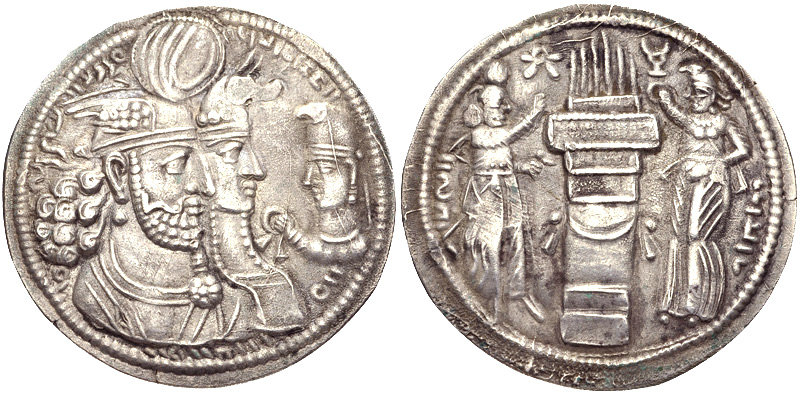
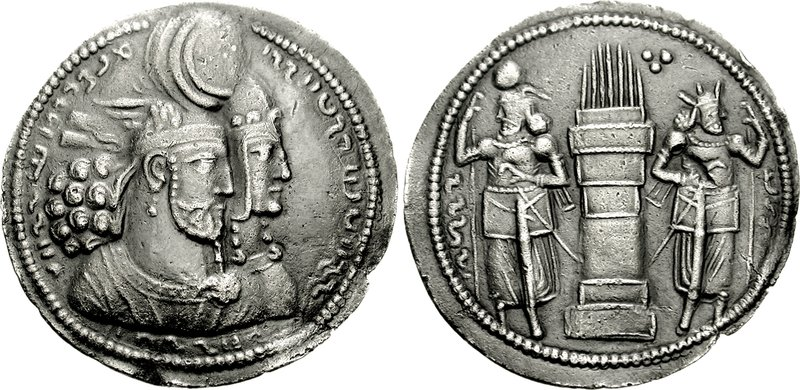
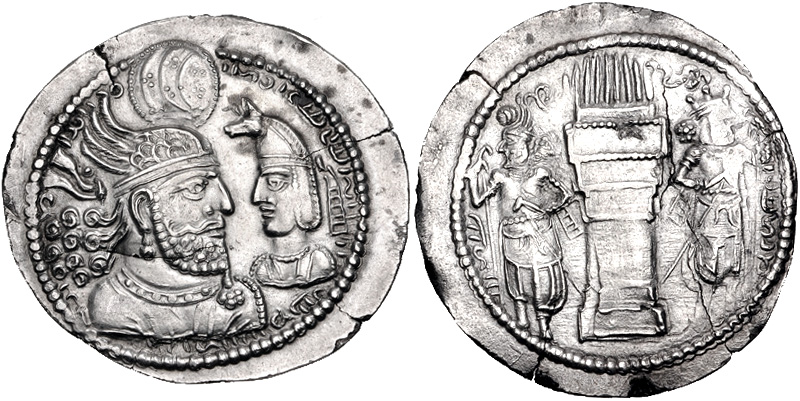